# Білий корабель (оповідання)
Білий корабель (англ. The White Ship) — оповідання жахів американського письменника Говарда Лавкрафта, вперше опубліковане в журналі The United Amateur, листопад 1919 року, а згодом з'явилося в березневому номері Weird Tales за 1927 рік.

## Сюжет
Базіл Елтон, доглядач маяка, поринає у своєрідну фантазію, в якій бородатий чоловік у мантії керує містичним білим кораблем, що з'являється при повному місяці. Елтон ходить по воді по мосту з місячних променів, приєднується до бороданя на кораблі, і разом вони досліджують містичний ланцюг островів, не схожий ні на що, що можна знайти на Землі.
Вони пропливають повз Зар, зелений край, де «живуть всі мрії і думки про красу, які приходять до людей одного разу, а потім забуваються», потім величне місто Таларіон, «Місто тисячі чудес», де мешкають страшні демони. Вони проходять повз Акаріель, величезні різьблені ворота Таларіона, і продовжують свою подорож. Елтону повідомляють, що ті, хто входив в обидва місця, ніколи не поверталися. Під час подорожі їм здається, що вони йдуть за блакитним небесним птахом. Вони також пропливають повз Ксуру, «Країну недосяжних насолод», яка здається приємною здалеку, але при наближенні тхне чумою. Нарешті вони оселяються в Сона-Нилі, «Країні фантазій», де Елтон проводить період часу, який він описує як «багато еонів», живучи в суспільстві, яке здається йому досконалим. Під час перебування в Сона-Найлі він дізнається про Катурію, «Землю Надії». Хоча ніхто достеменно не знає, де знаходиться Катурія і що там лежить, Елтона захоплює ця ідея, він бурхливо фантазує про неї і просить бороданя відвести його туди, на що той неохоче погоджується. Вони йдуть за небесним птахом на захід. Після небезпечної подорожі туди, де, на думку екіпажу, знаходиться Катурія, корабель натомість опиняється на краю світу і падає назустріч своїй загибелі.
Елтон прокидається і бачить себе на мокрому камінні поруч зі своїм маяком, за мить після того, як він вперше відплив на білому кораблі — і якраз вчасно, щоб стати свідком катастрофічної аварії, спричиненої тим, що світло вперше згасло. Його ще більше вражає те, що пізніше він знаходить мертвого блакитного птаха і лонжерон чистого білого кольору. Він більше ніколи не побачить білого корабля.